# Sentinel Range, Antarktis
Sentinel Range är en bergskedja i Antarktis. Den ligger i Västantarktis i ett område som Chile gör anspråk på.